# Fabrice Nora
Pour les articles homonymes, voir Nora (homonymie).
Fabrice Nora (30 mai 1951 à Neuilly-sur-Seine - 10 octobre 2020 à Paris,) est un patron de presse français. 

## Biographie

### Famille
Issue d'une famille juive engagée dans la Résistance, il est le fils du haut fonctionnaire français Simon Nora, et le neveu de l'historien Pierre Nora. Ses demi-frères et sœurs sont l'éditeur Olivier Nora et la journaliste Dominique Nora.

### Formation
Il étudie au Centre d'étude des systèmes et technologies avancées et au Centre de perfectionnement aux affaires.

### Carrière
Directeur général du Nouvel Économiste de 1974 à 1982, il devient directeur de la publication de Télé Ciné Vidéo, en 1984 puis l'assistant de Pierre Barret, président d'Europe 1 Communication. En 1986, il devient directeur adjoint de SNC L’Équipe (Groupe Amaury), puis directeur général de SNC Le Parisien Libéré et d'Aujourd'hui en France de 1991 à 1998. Président du conseil d'administration de la Sicavic et directeur général adjoint du groupe Amaury, il est responsable du Parisien, des imprimeries et des relations sociales de 1995 à 1998, co-fonde, en 1988, l'Institut multimédia et devient directeur général adjoint du groupe Amaury, responsable du développement et, en mars 1999, membre du directoire de SA Les Éditions Philippe Amaury ; de juillet à septembre 1999, président-directeur général des sociétés Écho Communication, Écho Voyages, Inter Hebdo, Irco puiss en avril 1999, il est également administrateur de Télévision Presse Région, et en juillet, administrateur de L'Écho républicain. De 1999 à 2000, il co-préside la commission du développement du Syndicat de la presse quotidienne régionale. En juin 2002, il dirige le groupe Le Monde, avec Patrick Collard. Il est président des Éditions du Juris-Classeur. Il meurt le 10 octobre 2020 des suites d’une leucémie.